# نويان
نويان (جمع. نوياد)، أو تويون، كان لقب شرفي في آسيا الوسطى تم استخدامه للإشارة إلى القادة المدنيين العسكريين من أصول نبيلة في خانات آسيا الوسطى الذين تعود أصولهم إلى نويون، والذي تم استخدامه كلقب للسلطة في خانية جغتاي من الإمبراطورية المغولية. في العصر الحديث، يتم استخدام نويان كاسم أو لقب في آسيا وفي جميع أنحاء آسيا الوسطى ويعني "الرب"، "الأمير"، "الحامي"، "القائد الأعلى".